# Lennart Samuelsson
Pour les articles homonymes, voir Samuelsson.
Lennart Samuelsson (né le 7 juillet 1924 à Borås - mort le 27 novembre 2012 à Borlänge) est un footballeur suédois. 

## Biographie
Il a été défenseur à l'OGC Nice, après avoir été troisième de la Coupe du monde 1950 au Brésil avec l'équipe nationale.

## Carrière
- Elfsborg Boras
- 1950-1951 : OGC Nice
- Elfsborg Boras

## Sources
- Marc Barreaud, Dictionnaire des footballeurs étrangers du championnat professionnel français (1932-1997), l'Harmattan, 1997, page 231.